# Вулиця Романа Шухевича (Калуш)
Вулиця Романа Шухевича — одна з найвисотніших вулиць Калуша, розташована в районі Височанка. Важливість вулиці зумовлена її монопольністю у транспортному зв’язку вулиць району Височанка з районом Підгірки (через вулицю Чехова).

### Розташування
Простягається від вулиці Чехова до вулиці Гірська. Вулиця Романа Шухевича перетинає вулиці (від початку до кінця):
- Марка Вовчка
- Трублаїні
- Сонячна — Черемшини
- Уласа Самчука — родини Крушельницьких
- Курбаса
- Гулака-Артемовського — Березовського
- Андрусяка
- Підкови — Гірська

## Історія
Названа 25 грудня 1990 року на честь Романа Шухевича.

## Сьогодення
Затишна вулиця котеджної забудови на крутому схилі гори, асфальтована.